# Ivan Baloh
Ivan Baloh, slovenski rimokatoliški duhovnik in pisatelj, * 17. avgust 1873, Ljubljana, † 21. oktober 1954, Brescia, Lombardija, Italija.

## Življenje in delo
Po končani gimnaziji je v Ljubljani končal študij bogoslovja (1897), kaplanoval je po raznih krajih Kranjske, od 1924 ekspozit v Harijah. Kot osmošolec je bil predsednik Literarne zadruge, združenja gimnazijcev, katere člani so bili med drugimi tudi I. Štefe, I. Cankar, D. Kette, A. Dermota, D. Lončar, v bogoslovju pa predsednik Govorniških vaj. Pisal je pripovedne, politične, satirične tekste in priložnostne pesmi in jih objavljal v raznih  listih, izdal knjigo Črtic (Kamnik, 1905) in enodejanko Kmet in fotograf. Mnoge spise je ponatisnil Amerikanski Slovenec.
Balohova oblika je ljudska, smer versko-vzgojna in domoljubna. V župnijah, kjer je služboval, je deloval tudi organizacijsko in gospodarsko ter podpiral mlade talente, med drugimi tudi  slikarja F. Kralja.